# エイプ (ゲーム会社)
株式会社エイプ（英: APE Inc.）は、ゲーム等のコンテンツに関する知的財産権の管理を主な事業内容とする日本の企業。
株式会社ほぼ日および任天堂の関連会社（持分法非適用関連会社）。

## 概要
第1作目『MOTHER』の企画開発などのために東京糸井重里事務所（現ほぼ日）と任天堂が1989年3月に設立した会社である。のちに石原恒和が独立してクリーチャーズを設立した。
開発に携わった『MOTHER』『MOTHER2 ギーグの逆襲』の知的財産権を所有しているため、ネスなどが登場している『大乱闘スマッシュブラザーズ』シリーズやamiiboシリーズ「ネス」などには「©APE Inc.」と表示されている。
任天堂の攻略本「任天堂公式ガイドブック」シリーズの編集・監修を手がけていた。

## 作品

### ゲームソフト
| タイトル                          | プラットフォーム       | 共同開発                      | 発売元             | 発売日        | 売上本数 |
| --------------------------------- | ---------------------- | ----------------------------- | ------------------ | ------------- | -------- |
| MOTHER                            | ファミリーコンピュータ | パックスソフトニカ            | 任天堂             | 1989年7月27日 | 約40万本 |
| けろけろけろっぴの大冒険          | ファミリーコンピュータ | パックスソフトニカ            | キャラクターソフト | 1991年3月29日 | -        |
| モノポリー                        | スーパーファミコン     | クリームソフト                | トミー             | 1993年3月5日  | -        |
| サンリオワールドスマッシュボール! | スーパーファミコン     | トムキャットシステム          | キャラクターソフト | 1993年7月16日 | -        |
| MOTHER2 ギーグの逆襲              | スーパーファミコン     | ハル研究所                    | 任天堂             | 1994年8月27日 | 約81万本 |
| マリオのピクロス                  | ゲームボーイ           | ジュピター                    | 任天堂             | 1995年3月14日 | -        |
| ザ・モノポリーゲーム2             | スーパーファミコン     | トムキャットシステム          | トミー             | 1995年3月31日 | -        |
| タモリのピクロス                  | スーパーファミコン     | ジュピター                    | 任天堂             | 1995年8月6日  | -        |
| マリオのスーパーピクロス          | スーパーファミコン     | ジュピター                    | 任天堂             | 1995年9月14日 | -        |
| MOTHER1+2                         | ゲームボーイアドバンス | パックスソフトニカ ハル研究所 | 任天堂             | 2003年6月20日 | 約28万本 |

### 書籍
| タイトル                                                                | 発売日         | ISBN              |
| ----------------------------------------------------------------------- | -------------- | ----------------- |
| マザー百科                                                              | 1989年10月     | 4-09-104114-0     |
| ファミコン通信 MOTHERのすべてがわかる本                                 | 1989年10月10日 | -                 |
| ファイアーエムブレム百科                                                | 1990年4月      | 4-09-104115-9     |
| 任天堂公式ガイドブック スーパーマリオワールド                           | 1991年1月      | 4-09-104117-5     |
| ファミスタ百科                                                          | 1991年1月      | 4-09-104119-1     |
| 任天堂公式ガイドブック シムシティー                                     | 1991年6月      | 4-09-104191-4     |
| 任天堂公式ガイドブック 続・スーパーマリオワールド 完結編                | 1991年7月      | 4-09-104192-2     |
| 任天堂公式ガイドブック ゼルダの伝説 神々のトライフォース 上             | 1992年1月      | 4-09-104193-0     |
| 任天堂公式ガイドブック ヨッシーのたまご                                 | 1992年2月      | 4-09-104196-5     |
| 任天堂公式ガイドブック ゼルダの伝説 神々のトライフォース 下             | 1992年3月      | 4-09-104194-9     |
| ファイアーエムブレム外伝百科                                            | 1992年4月      | 4-09-104197-3     |
| 任天堂公式ガイドブック マリオペイント 末はピカソか、ビートルズ。        | 1992年8月1日   | 4-09-104187-6     |
| 任天堂公式ガイドブック スーパーマリオカート                             | 1992年9月      | 4-09-104190-6     |
| 任天堂公式ガイドブック スーパーマリオUSA                                | 1992年11月     | 4-09-295101-9     |
| 任天堂公式ガイドブック スーパーマリオランド2 6つの金貨                  | 1992年12月     | 4-09-102413-0     |
| 任天堂公式ガイドブック 星のカービィ 夢の泉の物語                        | 1993年3月      | 4-09-102425-4     |
| 任天堂公式ガイドブック スターフォックス ライラット防衛作戦指令書        | 1993年4月1日   | 4-09-102424-6     |
| 任天堂公式ガイドブック スーパーマリオコレクション                       | 1993年7月      | 4-09-102444-0     |
| 任天堂公式ガイドブック ゼルダの伝説 夢をみる島                          | 1993年7月      | 4-09-102448-3     |
| 任天堂公式ガイドブック マリオとワリオ めざせ!5冠王                      | 1993年10月     | 4-09-102455-6     |
| 任天堂公式ガイドブック ファイアーエムブレム 紋章の謎                    | 1993年12月1日  | 4-09-102465-3     |
| 任天堂公式ガイドブック スーパーマリオランド3 ワリオランド               | 1994年3月      | 4-09-102471-8     |
| 任天堂公式ガイドブック スーパーメトロイド サムス・アランの2時間59分     | 1994年4月      | 4-09-102474-2     |
| 任天堂公式ガイドブック ファイアーエムブレム 紋章の謎 プロフェッショナル | 1994年5月      | 4-09-102476-9     |
| 任天堂公式ガイドブック ドンキーコング                                   | 1994年7月      | 4-09-102485-8     |
| 任天堂公式ガイドブック ワイルドトラックス                               | 1994年8月      | 4-09-102482-3     |
| 任天堂公式ガイドブック MOTHER2 ギーグの逆襲                             | 1994年10月     | 4-09-102493-9     |
| マザー2 ひみつのたからばこ                                              | 1994年10月1日  | 4-89366-287-2     |
| 任天堂公式ガイドブック カービィボウル                                   | 1994年11月     | 4-09-102499-8     |
| 任天堂公式ガイドブック スーパードンキーコング                           | 1994年12月     | 4-09-102501-3     |
| 任天堂公式ガイドブック 星のカービィ2                                    | 1995年4月      | 4-09-102508-0     |
| ザ・モノポリーゲーム2 完全ガイド                                        | 1995年5月      | 4-89366-371-2     |
| 任天堂公式ガイドブック スーパーマリオ ヨッシーアイランド                | 1995年8月      | 4-09-102523-4     |
| 任天堂公式ガイドブック スーパードンキーコングGB                         | 1995年9月      | 4-09-102522-6     |
| 任天堂公式ガイドブック スーパードンキーコング2 ディクシー&ディディー    | 1996年1月      | 4-09-102529-3     |
| 任天堂公式ガイドブック ポケットモンスター                               | 1996年4月      | 4-09-102536-6     |
| 任天堂公式ガイドブック スーパーマリオRPG 完全攻略版                     | 1996年5月1日   | 4-09-102538-2     |
| 任天堂公式ガイドブック ポケットモンスター 赤・緑・青全対応 改訂版       | 1997年1月      | 4-09-102568-4     |
| 任天堂公式ガイドブック 糸井重里のバス釣りNo.1 決定版!                   | 2000年6月      | 4-09-102847-0     |
| マザー百科 新装復刻版                                                   | 2003年6月      | 4-09-106112-5     |
| 任天堂公式ガイドブック スーパーマリオコレクション 新装復刻版            | 2010年11月18日 | 978-4-09-106454-7 |

### ビデオグラム
| タイトル                                                   | 発売日    | ISBN          |
| ---------------------------------------------------------- | --------- | ------------- |
| 任天堂公式ビデオ マリオペイント 末はピカソか、ビートルズ。 | 1992年8月 | 4-09-905344-X |